# Annibale Brasola
Annibale Brasola (Galzignano Terme, Vèneto, 16 de juny de 1925 – Vigonovo, 30 de novembre de 2001) va ser un ciclista italià que fou professional entre 1947 i 1955. Va destacar com a esprintador. El seu germà Elio també fou ciclista professional.
Les seves victòries més destacades foren tres etapes al Giro d'Itàlia entre el 1950 i el 1954. El 1949 guanyà el Giro del Lazio.

## Palmarès
- 1945
  - 1r a l'Astico-Brenta
  - 1r a La Popolarissima
- 1946
  - 1r a La Popolarissima
- 1948
  - 1r al Circuit de Santo Stefano Magra
- 1949
  - 1r al Circuit de La Spezia
  - 1r al Giro del Lazio
  - 1r a la Copa Ciutat de Bassano del Grappa
- 1950
  - 1r al Trofeu Bottecchia
  - 1r a la Coppa Girotto
  - Vencedor d'una etapa al Giro d'Itàlia
  - Vencedor d'una etapa al Giro dels dos mars
- 1952
  - 1r a la Coppa Turcato
  - Vencedor d'una etapa al Giro d'Itàlia
  - Vencedor d'una etapa de la Volta a Àustria
- 1953
  - Vencedor d'una etapa del Giro de Sicília
- 1954
  - 1r al Gran Premio Marocchi
  - 1r al Gran Premio Fiera de Vezzola
  - 1r al Circuito d'Oderzo
  - Vencedor d'una etapa al Giro d'Itàlia

### Resultats al Giro d'Itàlia
- 1949. 59è de la classificació general
- 1950. 52è de la classificació general. Vencedor d'una etapa
- 1951. 66è de la classificació general. Vencedor d'una etapa
- 1952. 59è de la classificació general
- 1953. 68è de la classificació general
- 1954. 58è de la classificació general. Vencedor d'una etapa